# Moissy-Moulinot
Pour l’article homonyme, voir Moissy-Cramayel.
Moissy-Moulinot est une commune française située dans le département de la Nièvre, en région Bourgogne-Franche-Comté.

## Géographie
La commune est constituée de deux hameaux :
- Moissy ;
- le Moulinot.

### Climat
Pour des articles plus généraux, voir Climat de la Bourgogne-Franche-Comté et Climat de la Nièvre.
En 2010, le climat de la commune est de type climat océanique dégradé des plaines du Centre et du Nord, selon une étude du Centre national de la recherche scientifique s'appuyant sur une série de données couvrant la période 1971-2000. En 2020, Météo-France publie une typologie des climats de la France métropolitaine dans laquelle la commune est exposée à un climat océanique altéré et est dans une zone de transition entre les régions climatiques « Lorraine, plateau de Langres, Morvan » et « Centre et contreforts nord du Massif Central ». 
Pour la période 1971-2000, la température annuelle moyenne est de 10,8 °C, avec une amplitude thermique annuelle de 15,9 °C. Le cumul annuel moyen de précipitations est de 877 mm, avec 12,5 jours de précipitations en janvier et 8,3 jours en juillet. Pour la période 1991-2020, la température moyenne annuelle observée sur la station météorologique de Météo-France la plus proche, « Lormes_sapc », sur la commune de Lormes à 10 km à vol d'oiseau, est de 11,2 °C et le cumul annuel moyen de précipitations est de 1 071,3 mm. 
La température maximale relevée sur cette station est de 40,7 °C, atteinte le 25 juillet 2019 ; la température minimale est de −18,1 °C, atteinte le 12 janvier 1987,,. 
Les paramètres climatiques de la commune ont été estimés pour le milieu du siècle (2041-2070) selon différents scénarios d'émission de gaz à effet de serre à partir des nouvelles projections climatiques de référence DRIAS-2020. Ils sont consultables sur un site dédié publié par Météo-France en novembre 2022.

## Urbanisme

### Typologie
Au 1er janvier 2024, Moissy-Moulinot est catégorisée commune rurale à habitat très dispersé, selon la nouvelle grille communale de densité à sept niveaux définie par l'Insee en 2022.
Elle est située hors unité urbaine et hors attraction des villes,.

### Occupation des sols
L'occupation des sols de la commune, telle qu'elle ressort de la base de données européenne d’occupation biophysique des sols Corine Land Cover (CLC), est marquée par l'importance des territoires agricoles (91,2 % en 2018), une proportion identique à celle de 1990 (91,2 %). La répartition détaillée en 2018 est la suivante : prairies (91,2 %), forêts (8,8 %). L'évolution de l’occupation des sols de la commune et de ses infrastructures peut être observée sur les différentes représentations cartographiques du territoire : la carte de Cassini (XVIIIe siècle), la carte d'état-major (1820-1866) et les cartes ou photos aériennes de l'IGN pour la période actuelle (1950 à aujourd'hui).

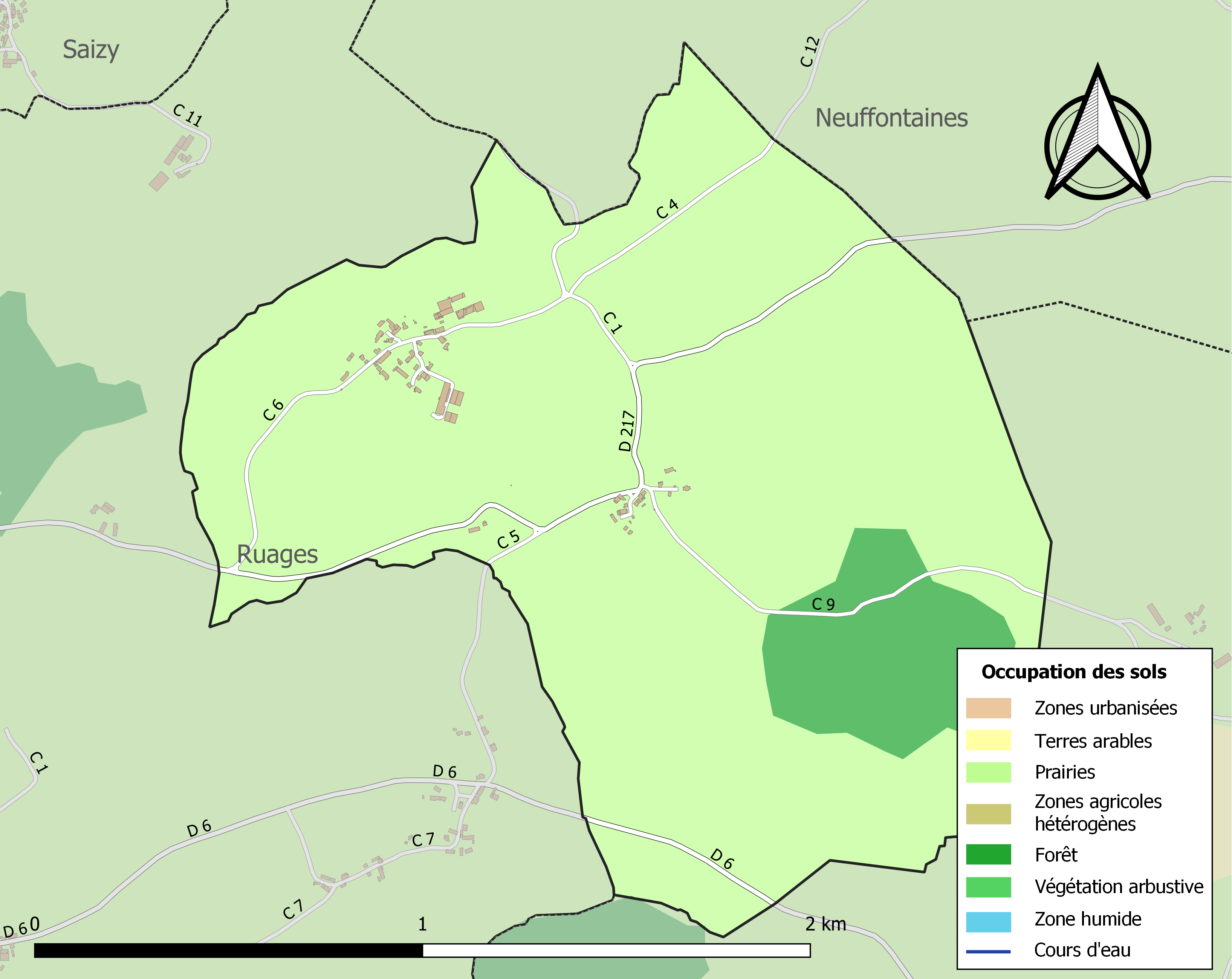
Carte des infrastructures et de l'occupation des sols de la commune en 2018 (CLC).

## Toponymie
On relève les formes suivantes du nom de la commune : Moyssiacus (XIVe siècle), Moissy (1331), Moucy (1455), Terre et seigneurie de Moissy-Molinot (1516), Moussy (1526), Moissy-le-Molinot (1649), Moysi (1726) et Mouci-Moulinot (1742).

## Histoire
La première mention connue du lieu remonte au XIVe siècle  : Moyssiacus.
Quelques seigneurs des temps passés ont laissé une trace dans les archives : Georges de Bony, sieur du Cluzeau et Moissy-Moulineaux (1691), César du Puis, chevalier, seigneur-baron de Moissy-Moulineaux (1691), César du Puy d’Avrigny, seigneur (1709), Barthélémy Guillaume de Sermizelles, chevalier, seigneur (1772).
En 1789, la paroisse de Moissy-Moulinot rédige un cahier de doléances.
En 1901, le nombre d'habitants de la commune, qui compte 32 maisons, s'élève à 107 individus. La commune compte un instituteur mais pas de curé. Il n’y a qu’un seul commerce : une épicerie, au Moulinot (l’épicière s’appelle d’ailleurs Pauline Moulinot). On compte au village 61 cultivateurs et cultivatrices (dont 5 sont qualifiés de « domestiques »), 2 propriétaires-fermiers et 1 journalier agricole. Il n’y a aucun artisan, à l’exception d’une couturière. On recense également dans la commune 2 rentières. Au total, on relève à Moussy-Moulinot 6 professions différentes. Il n’y a aucun étranger et aucun « enfant de l’hospice » déclaré mais on relève la présence de deux enfants en nourrice (qui ne semblent pas être des « Petits Paris »).

## Politique et administration
| Période                                  | Période  | Identité     | Étiquette | Qualité     |
| ---------------------------------------- | -------- | ------------ | --------- | ----------- |
| mars 2008                                | en cours | Gérard Genet |           | Agriculteur |
| Les données manquantes sont à compléter. |          |              |           |             |

## Démographie
Avec 26 habitants au recensement de 2006, Moissy-Moulinot est la commune la moins peuplée du département.

L'évolution du nombre d'habitants est connue à travers les recensements de la population effectués dans la commune depuis 1793. Pour les communes de moins de 10 000 habitants, une enquête de recensement portant sur toute la population est réalisée tous les cinq ans, les populations de référence des années intermédiaires étant quant à elles estimées par interpolation ou extrapolation. Pour la commune, le premier recensement exhaustif entrant dans le cadre du nouveau dispositif a été réalisé en 2004.

En 2022, la commune comptait 13 habitants, en évolution de −35 % par rapport à 2016 (Nièvre : −3,28 %, France hors Mayotte : +2,11 %).
| 1793 | 1800 | 1806 | 1821 | 1831 | 1836 | 1841 | 1846 | 1851 |
| ---- | ---- | ---- | ---- | ---- | ---- | ---- | ---- | ---- |
| 181  | 168  | 179  | 178  | 155  | 162  | 177  | 164  | 171  |

| 1856 | 1861 | 1866 | 1872 | 1876 | 1881 | 1886 | 1891 | 1896 |
| ---- | ---- | ---- | ---- | ---- | ---- | ---- | ---- | ---- |
| 147  | 154  | 153  | 137  | 155  | 132  | 124  | 114  | 102  |

| 1901 | 1906 | 1911 | 1921 | 1926 | 1931 | 1936 | 1946 | 1954 |
| ---- | ---- | ---- | ---- | ---- | ---- | ---- | ---- | ---- |
| 110  | 97   | 98   | 81   | 58   | 46   | 45   | 52   | 35   |

| 1962 | 1968 | 1975 | 1982 | 1990 | 1999 | 2004 | 2006 | 2009 |
| ---- | ---- | ---- | ---- | ---- | ---- | ---- | ---- | ---- |
| 28   | 27   | 28   | 27   | 21   | 26   | 23   | 26   | 26   |

| 2014 | 2019 | 2022 | - | - | - | - | - | - |
| ---- | ---- | ---- | - | - | - | - | - | - |
| 22   | 15   | 13   | - | - | - | - | - | - |

## Lieux et monuments
- Château de la 1re moitié du XVIIe siècle
- Église Notre-Dame du XIIIe siècle
- Croix de cimetière du XVIe siècle

## Personnalités liées à la commune
- Claude Goujat, né le 22 février 1845 à Moissy-Moulinot, fils de cultivateurs, avoué, maire de Cosne, conseiller général, député de la Nièvre de 1893 à 1910.
- Germain Périer, avocat, maire d'Autun, conseiller général, député de Saône-et-Loire de 1898 à 1916.